# Гідора, триголовий монстр
«Гідора, триголовий монстр» (яп. 三大怪獣 地球最大の決戦, сандайкайдзю: тікю: сайдай но кессен, «Три гігантські монстри: Найбільша битва на Землі») — японський науково-фантастичний кайдзю-фільм 1964 року режисера Ісіро Хонди зі спецефектами Ейдзі Цубураї. Це п'ятий фільм про гігатського динозавра Ґодзіллу, третій про гігатського метелика Мотру, другий про гігатського птеранодона Родана і перший про космісного дракона Кінг Гідору. Це другий фільм про Ґодзіллу, випущений 1964 року (першим був «Мотра проти Ґодзілли». У фільмі знімались Йосуке Нацукі, Хіросі Коідзумі, Акіко Вакабаясі, а також Харуо Накадзіма в ролі Ґодзілли, Масанорі Сінохара в ролі Родана та Шойчі Хіросе в ролі Кінг Гідори. Фільм розповідає про іншопланетянку з Венери, яка попереджає людство про прибуття велетенського космічного дракона Кінг Гідори. Лише Ґодзілла, Родан та Мотра спільними зусиллями можуть спасти Землю від нього.
Виробництво фільму розпочалося з метою замінити фільм «Червона борода», вихід якого відстав від графіку. Костюми Ґодзілли та личинок Мотри були трохи покращеними версіями костюмів з попередніх фільмів. Костюми Родана та Кінг Гідори були зроблені спеціально для цього фільму. Основне знімання відбувалося в 1964 році на горі Асо, а також в Йокогамі, Ґотембі та парку Уено.
У театрах Японії фільм вийшов 20 грудня 1964 року, а в театрах США — 29 вересня 1965 року, де його розповсюдила компанія Continental Distributing під назвою «Гідра — триголовий монстр». Фільм знаменує дебют Кінг Гідори, постійного антагоніста у франшизі «Ґодзілла». Також у цьому фільмі Ґодзілла остаточно перетворився з негідника в героя, та взяв на себе роль радіоактивного супергероя. 19 грудня 1965 року було випущено продовження під назвою «Вторгнення Астро-монстра».

## Сюжет
Японський детектив Сіндо повинен охороняти принцесу Селіну з маленької країни в Гімалаях, коли вона приїде до Японії. Але під час польоту принцеси Селіни трапляється непередбачене: підкоряючись інтуїції, принцеса встигає покинути літак за мить до того, як він вибухає. Виявляється, у літак потрапив метеорит, який прилетів з космосу.
У Японії принцеса Селіна продовжує поводити себе дуже дивно, заявляючи, що вона прибула з Венери і що людям загрожує страшна небезпека. Незабаром в океані з'являється Ґодзілла, а з кратера вулкана вилазить Родан. Вони починають сіяти жах у Японії. Але це ще не все: справа в тому, що в метеориті, який прибув на Землю, знаходився Кінг Гідора, який раніше знищив екосистему Венери. Незабаром з'являється третій монстр — личинка Мотри, яка просить, щоб Ґодзілла і Родан припинили битися один з одним, і об'єднали сили, щоб знищити Гідору.
З рідної країни принцеси Селіни в Японію прибули наймані вбивці, які прагнуть ліквідувати принцесу і захопити владу в її країні. Ґодзілла і Родан не погоджуються допомагати Мотрі, оскільки «захищати людей — не їхня справа», але коли Мотра потрапляє в біду, вони все-таки приходять їй на допомогу. Сіндо рятує принцесу від вбивць, а Ґодзілла, Родан і Мотра розправляються з Кінгом Гідорою, після чого той, закутаний у кокон Мотри, відлітає в космос. Селіна перестає дивно себе поводити і відлітає в свою країну. Родан відлітає, а Ґодзілла і личинка Мотри йдуть у море.

## Кайдзю
- Ґодзілла
- Родан
- Кінг Гідора
- Мотра

## У ролях
| Актор                | Роль            |
| -------------------- | --------------- |
| Йосуке Нацукі        | детектив Сіндо  |
| Йоріко Хосі          | Наоко Сіндо     |
| Хіросі Коїдзумі      | професор Мураї  |
| Акіко Вакабаясі      | принцеса Селіна |
| Сімура Такасі        | доктор Цукамото |
| Хісая Іто            | Малнесс         |
| сестри Емі і Юмі Іто | феї Сьобідзін   |
| Акіхіко Хірата       | Окіта           |
| Кендзі Сахара        | Канамакі        |
| Харуо Накаджіма      | Ґодзілла        |
| Масаакі Сінохара     | Родан           |
| Сеїті Хіросе         | Кінг Гідора     |

## Виробництво
- Режисер — Хонда Ісіро[2][10][11]
- Режисер спецефектів — Цубурая Ейдзі[2][10][11]
- Помічник режисера — Кен Сано[2][10][11]
- Менеджер продукції — Шигеру Накамура[2][10][11]
- Мистецький режисер — Такео Кіта[2][10][11]
- Знімання спецефектів — Садамаса Арікава[2][10][11], Мототака Томіока[2][10][11]
- Режисер спецефектів — Акіра Ватанабе[2][10][11]
- Помічник режисера спецефектів — Теруйосі Накано[2][10][11]
- Оптичні ефекти — Хіросі Мукояма[2][10][11], Йокіо Манода[2][10][11], Така Юкі[2][10][11]

|  | [Гідора] — це фактично Ямата-но Орочі. Це давня народна легенда, а ми зробили його істотою з космосу. Глядачі можуть так думати, однак я не вірю, він був зроблений з таким політичним підґрунтям. |

 — Хонда про теорію, що Гідора символізуває ядерну загрозу з боку Китаю.
Виробництво фільму розпочалося з метою замінити фільм «Червона борода», вихід якого відстав від графіку. Після успіху попередніх фільмів, таких як «Кінг-Конг проти Ґодзілли» та «Мотра проти Ґодзілли», продюсер Томоюкі Танака вирішив створити фільм за участю Ґодзілли, Мотри й Родана.
У фільмі також присутній новий монстр, Кінг Гідора. Він був створений як данина Ямата-но Орочі. Йосіо Цутія спочатку повинен був грати Малнесса у фільмі, однак знімання в фільмі «Червона борода» заважало йому знятися у ролі Малнесса. Хонда відчув «незручність» через рішення Toho та Цубурая Ейдзі антропоморфізувати монстрів. Зокрема про сцену на горі він сказав, що хоч він і раніше використовував Сьобідзін як перекладачів Мотри, цього разу йому не хотілося робити навіть це. Фільм знімався в різних місцях, таких як гора Асо, Йокогама, Готенба та парк Уено.
Акіко Вакабаясі була ненадовго засліплена сильним спалахом світла, коли грала венеріанку. Крім того, Вакабаясі часто працювала вночі на зніманні іншого фільму. Вона зазначила, що одяг венеріанки, який вона носила в фільмі — це одяг, в якому вона ходила по студії. Хонді сподобалися її джинси та капелюх, і він вирішив, що вона буде грати венеріанку в цьому одязі. Вакабаясі вирішила зіграти венеріанку оскільки вона хотіла зіграти когось, хто наче страдає лунатизмом. Трек «Cry for Happiness» написав Хіросі Міягава.

### Спецефекти
Спецефекти у фільмі створив Ейдзі Цубурая, тоді як Теруйосі Накано був помічником режисера спецефектів. Для сцени, в якій Гідора з'являється з метеориту, використовувались різноманітні техніки, такі як мініатюрний метеорит та піротехніка. Вогняна куля та промені Гідори були зображені за допомогою анімації. Для сцен у Йокогамі були використані піротехніка та вентилятори, які використовувались для імітації сильного вітру. Харуо Накаджіма повернувся у ролі Ґодзілли. Костюм Ґодзілли у цьому фільмі — це трохи покращений костюм Ґодзілли з фільму «Мотра проти Ґодзілли». Найвиразніше помітні зміни в голові Ґодзілли. Оригінальні, схожі на скло, дерев'яні очі Ґодзілли були замінені на очні яблука, керовані за допомогою радіо. Кацумі Тедзука керував маріонетками личинок Мотри. Ці маріонетки є теж покращеними маріонетками Мотри з попереднього фільму. Колір очей личинок був змінений з синього на червоний. Масанорі Шинохара зіграв Родана. Новий костюм Родана був зроблений з іншим зовнішнім виглядом голови, з мускулистою шиєю та трикутнішими крилами.
Кінг Гідора був розроблений Акірою Ватанабе, а зображений Шоїчі Хіросе, який годинами горбився всередині костюма, тримаючись за спеціальну перекладину. Група із семи людей керувала шиями, хвостами та крилами Гідори за допомогою дротів. Оператор ефектів Садамаса Арікава заявив: «Бували випадки, коли всі три шиї заплутувались, або коли пластикові дроти відбивали світло, чи потрапляли всередину Гідори. Це була болісна операція!». Через це, на знімання сцен з Гідорою пішло більше часу. Сценарист Шинічі Секідзава запропонував Цубураї, щоб костюм Гідори був зроблений із легких матеріалів на основі кремнію, щоб забезпечити більшу мобільність актору. Крила спочатку повинні були мати райдужний відтінок. Невеликі моделі монстрів також використовувались для знімання здалеку та знімання Родана та Гідори в польоті.
Мініатюрна основа гори Фудзі була побудована в масштабі 1/25. Її споруджували 12 000 годин. Вона була піднята, щоб камери могли розташовуватися під низькими кутами. Мініатюрні будинки будувались з робочими розсувними дверима, ліхтарями і без спинки, щоб їх було видно з одного боку. Мініатюрні будинки, призначені для знищення, були попередньо стиснені. Мініатюрні будівлі, які не були призначені для знищення, пізніше були переплановані для подальших сцен чи інших декорацій. Під час знімання битви Ґодзілли та Родана у велетенському водному резервуарі одна із стінок резервуару потрапила на камеру. Однак Цубурая приховував цю помилку, та наклав дерева на цю ділянку.

## Реліз
У театрах Японії фільм вийшов 20 грудня 1964 року подвійно разом з фільмом «Самурай Джокер». У Японія фільм був розповсюджений Toho. «Гідора, триголовий монстр» став четвертим найкасовішим фільмом 1964—1965 років у Японії. Фільм заробив 375 млн єн у японському кінопрокаті.
Через кілька місяців після виходу фільму в Японії, компанія Walter Reade-Sterling, Inc. придбала права на нього, та планувала розповсюдити фільм у США через свою дочірню компанію Continental Distributing. У театрах США фільм вийшов 29 вересня 1965 року під назвою «Гідра, триголовий монстр». Фільм показали подвійно разом з фільмом «Агент 8 3/4» у 83 кінотеатрах в Бостоні. Пізніше, його показали в кінотеатрах подвійно разом з фільмом «Харум Скарум». В інтерв'ю для журналу Variety Continental розповіли, що за п'ять днів після виходу в прокат фільм заробив 200 000 дол., а загалом 1,3 млн дол. Для просування фільму в США також були виготовлені маски Гідори.

### Американська версія
Американська версія фільму коротша оригіналу майже на 10 хвилин. Крім того, що частина сцен була вирізана, деякі епізоди були переставлені місцями або змішані, через що у фільмі є кілька незрозумілих моментів. Наприклад, вирізана сцена призову феями Сьобідзін Мотри. В оригіналі Родан з'являється трохи пізніше Ґодзілли, в американському ж варіанті обидва монстра з'являються майже одночасно. Також епізод, де принцеса Селіна розповідає Сіндо, Наоко і доктору Цукамото про появу Гідори, переміщений вперед, вже після того, як монстр прилетів на планету всередині метеорита.
В американській версії фільму Селіна каже, що прибула не з Венери, а з Марса. Це пов'язано з тодішнім твердим переконанням на Заході, що саме на Марсі найбільше ймовірна присутність розумного життя.

## Альтернативні назви
- «Три гігантські монстри: Найбільша битва на Землі» (переклад японської назви)
- «Гідра — триголовий монстр» (американська назва)
- «Ґодзілла, Мотра, Кінг Гідора: Найбільша битва на Землі» (назва японського перевидання в 1971 р.)
- «Монстр із монстрів — Гідора» (англійська назва від Toho)

## Цікаві факти
- Студія «Toho» не розкривала публіці, що Ґодзіллу грає людина в костюмі, до самого виходу фільму в прокат.
- Актор Хісая Іто, який грає Малнесса, жодного разу за весь фільм не знімає сонцезахисних окулярів.
- Актор Сеїті Хіросе пізніше повторно зображував Кінг Гідору у фільмі «Ґодзілла проти Монстра Зеро».